# Foolhardy
Foolhardy（フールハーディー）は、2008年12月にグラフィックデザイナー、シンガーとして活動する時雨を中心に立ち上げられた日本のアパレルブランド。

## 名称
Foolhardyというブランドネームは無鉄砲の意。

## コンセプト
自然と透明感をブランドコンセプトとし、デザイン、アパレル、音楽と言う3つのツールを機軸にしている。

## その他
上記コンセプトの通り、Foolhardyのアパレルラインの他に、デザイナー時雨のソロワークス、楽曲制作プロデュースも行っている。